# Exploding Fist +
Exploding Fist +, o Fist + come appare nelle schermate introduttive, è un videogioco di arti marziali pubblicato nel 1988 per Commodore 64 e ZX Spectrum. È il terzo e ultimo titolo della serie iniziata con The Way of the Exploding Fist, dopo l'avventura Fist II: The Legend Continues, e torna a essere principalmente un picchiaduro a incontri come il primo titolo. La principale novità è la presenza di tre lottatori in contemporanea, a evidente imitazione di International Karate + del 1987, ma con minor successo.
Non va confuso con un The Way of the Exploding Fist + che uscì per Amstrad CPC, ma si tratta solo di una versione di The Way of the Exploding Fist con alcuni sfondi aggiuntivi.

## Modalità di gioco
Il gioco consiste in combattimenti di strada fra tre lottatori orientali, tutti contro tutti. L'azione è bidimensionale e vista di profilo su uno sfondo fisso che rappresenta una grande città moderna, con cartelloni luminosi animati.
Su Commodore 64 fino a due dei tre contendenti possono essere controllati da giocatori tramite i joystick, mentre su ZX Spectrum, che supporta anche l'uso della tastiera, è possibile la partecipazione simultanea di tre giocatori umani. I restanti uno o due avversari sono sempre controllati dal computer.
Si dispone di un'ampia serie di mosse di attacco e difesa con braccia e gambe, simili a quelle di The Way of the Exploding Fist. Quando si colpisce un avversario lo si stordisce per un certo tempo, proporzionale alla violenza del colpo, e si guadagnano uno o due punti, rappresentati da bollini colorati. L'incontro termina quando uno dei contendenti ha ottenuto i punti massimi oppure se finisce il tempo.
Per superare un incontro e passare al livello successivo, con avversari computerizzati sempre più difficili, occorre essere il primo o secondo contendente con il miglior punteggio, mentre se un giocatore umano arriva terzo viene eliminato. Andando avanti si acquisiscono dan, fino al decimo, dopodiché il gioco continua con ulteriori sfide.
Ogni due livelli c'è un livello bonus, costituito da uno sparatutto con visuale in prima persona fissa su un vicolo. Su Commodore 64, spostando a destra e sinistra la mano del lottatore, si lanciano coltelli a dei ninja in avvicinamento; su ZX Spectrum tramite un mirino si lanciano shuriken a dei volti demoniaci.